# Brachycera
Sous-ordre
Les brachycères, Brachycera, forment un sous-ordre d'insectes diptères qui comprend les mouches muscoïdes aux antennes courtes (du grec βραχύς / brakhús, « court », et κέρας / kéras, « corne » ). Les antennes sont formées de trois articles ; le dernier article porte une longue soie, nommée arista, ou bien un style plurisegmenté.
Deux groupes (non reconnus comme taxons) sont distingués, les brachycères orthorrhaphes (paraphylétique) et les brachycères cyclorrhaphes : 
- La pupe des brachycères orthorrhaphes, tout comme celle des nématocères, présente une fente d'exuviation droite (d'où le terme "orthorrhaphe") ;
- Les brachycères cyclorrhaphes sont les diptères les plus évolués. Leur larve est du type asticot avec une tête non visible. La pupe (stade nymphal) a souvent la forme d'un tonnelet. L'adulte découpe à sa sortie de la pupe un opercule circulaire (d'où le terme "cyclorrhaphe").

## Infra-ordres
Cinq taxons de rang infra-ordre sont reconnus :
- Asilomorpha ;
- Muscomorpha ;
- Stratiomyomorpha Wood, 1990 ;
- Tabanomorpha ;
- Xylophagomorpha.

### Familles du sous-ordre des brachycèresorthorrhaphes
- Acroceridae
- Apioceridae
- Asilidae
- Athericidae
- Bombylidae
- Dolichopodidae
- Empididae
- Mydidae
- Nemestrinidae
- Pelecorhynchidae
- Rhagionidae
- Scenopinidae
- Stratiomyidae
- Tabanidae
- Therevidae
- Xylomidae
- Xylophagidae

### Familles du sous-ordre des brachycèrescyclorrhaphes
- Agromyzidae
- Anthomyiidae
- Anthomyzidae
- Asteiidae
- Aulacigastridae
- Braulidae
- Calliphoridae
- Camillidae
- Canacidae
- Carnidae
- Chamaemyiidae
- Chloropidae
- Chyromyidae
- Clusiidae
- Coelopidae
- Conopidae
- Cryptochetidae
- Curtonotidae
- Cypselosomatidae
- Diastatidae
- Diopsidae
- Drosophilidae
- Dryomyzidae
- Ephydridae
- Fannidae
- Gasterophilidae
- Glossinidae
- Heleomyzidae
- Heteromyzidae
- Hippoboscidae
- Lauxanidae
- Lonchaeidae
- Lonchopteridae
- Micropezidae
- Milichiidae
- Mormotomyiidae
- Muscidae
- Neriidae
- Nycteribiidae
- Odiniidae
- Oestridae
- Opomysidae
- Otitidae
- Periscelididae
- Phoridae
- Piophilidae
- Pipunculidae
- Platypezidae
- Platystomatidae
- Psilidae
- Pyrgotidae
- Rhinophoridae
- Rhinotoridae
- Richardiidae
- Sarcophagidae
- Scathophagidae
- Sciomyzidae
- Sepsidae
- Sphaeroceridae
- Streblidae
- Syrphidae
- Tachinidae
- Tachiniscidae
- Tanypezidae
- Tephritidae
- Tethinidae

## Mimétisme
Certaines vraies mouches ressemblent à des hyménoptères comme les bourdons, à des guêpes et des frelons (et à d'autres insectes, comme à certains coléoptères ou lépidoptères). On estime que ce mimétisme leur permet d'intimider leurs ennemis potentiels en "bénéficiant" de la crainte inspirée par ces hyménoptères, sa portée exacte en termes d'évolution reste cependant discutée.

Inversement, certains autres insectes ressemblent à des mouches.